# Gran Premio de Suecia de Motociclismo de 1982
El Gran Premio de Suecia de Motociclismo de 1982 fue la décima prueba de la temporada 1982 del Campeonato Mundial de Motociclismo. El Gran Premio se disputó el 8 de agosto de 1982 en el Circuito de Anderstorp.

## Resultados 500cc
Después de la consecución matemática como campeón del mundo del italiano Franco Uncini, la victoria de este Gran premio fue para el japonés Takazumi Katayama, el primer éxito en su palmarés en el Mundial. El podio lo completaron el estadounidense Randy Mamola y el neozeladés Graeme Crosby.
| Pos.     | Piloto              | Moto      | Tiempo     | Pts. |
| -------- | ------------------- | --------- | ---------- | ---- |
| 1        | Takazumi Katayama   | Honda     | 50:29.05   | 15   |
| 2        | Randy Mamola        | Suzuki    | +7.92      | 12   |
| 3        | Graeme Crosby       | Yamaha    | +9.52      | 10   |
| 4        | Marc Fontan         | Yamaha    | +9.58      | 8    |
| 5        | Marco Lucchinelli   | Honda     | +29.67     | 6    |
| 6        | Kork Ballington     | Kawasaki  | +52.65     | 5    |
| 7        | Boet van Dulmen     | Suzuki    | +53.24     | 4    |
| 8        | Philippe Coulon     | Suzuki    | +1:04.78   | 3    |
| 9        | Sergio Pellandini   | Suzuki    | +1:15.95   | 2    |
| 10       | Steve Parrish       | Yamaha    | +1:27.78   | 1    |
| 11       | Seppo Rossi         | Suzuki    | +1:28.00   |      |
| 12       | Michel Frutschi     | Sanvenero | +1:31.03   |      |
| 13       | Wolfgang von Muralt | Suzuki    | +1 Vuelta  |      |
| 14       | Andreas Hofmann     | Suzuki    | +1 Vuelta  |      |
| 15       | Chris Guy           | Suzuki    | +1 Vuelta  |      |
| 16       | Peter Sjöström      | Suzuki    | +1 Vuelta  |      |
| 17       | Peter Sköld         | Suzuki    | +1 Vuelta  |      |
| 18       | Benny Mortensen     | Suzuki    | +1 Vuelta  |      |
| 19       | Philippe Robinet    | Suzuki    | +1 Vuelta  |      |
| 20       | Kjeld Sorensen      | Suzuki    | +1 Vuelta  |      |
| 21       | Esko Kuparinen      | Suzuki    | +2 Vueltas |      |
| 22       | Cai Hedstrum        | Suzuki    | +2 Vueltas |      |
| 23       | Pauli Freudenlund   | Suzuki    | +2 Vueltas |      |
| 24       | Risto Korhonen      | Suzuki    | +2 Vueltas |      |
| Ret      | Bengt Slydal        | Suzuki    | Ret        |      |
| Ret      | Alf Graarud         | Yamaha    | Ret        |      |
| Ret      | Virginio Ferrari    | Suzuki    | Ret        |      |
| Ret      | Kjeil Warz          | Yamaha    | Ret        |      |
| Ret      | Åke Grahn           | Yamaha    | Ret        |      |
| Ret      | Guy Bertin          | Sanvenero | Ret        |      |
| Ret      | Guido Paci          | Yamaha    | Ret        |      |
| Ret      | Graziano Rossi      | Yamaha    | Ret        |      |
| Ret      | Freddie Spencer     | Honda     | Ret        |      |
| Ret      | Franco Uncini       | Suzuki    | Ret        |      |
| Ret      | Chris Fisker        | Suzuki    | Ret        |      |
| Ret      | Børge Nielsen       | Suzuki    | Ret        |      |
| Ret      | Loris Reggiani      | Suzuki    | Ret        |      |
| Sources: |                     |           |            |      |

## Resultados 250cc
En la carrera de 250 cc, victoria del suizo Roland Freymond, primera de la temporada, que ha precedido al alemán Anton Mang y al francés Jean-François Baldé. En la clasificación general, el francés Jean-Louis Tournadre tiene una ventaja de tres puntos sobre Mang.
| Pos. | Piloto                 | Moto      | Tiempo      | Pts. |
| ---- | ---------------------- | --------- | ----------- | ---- |
| 1    | Roland Freymond        | MBA       | 43.25.72    | 15   |
| 2    | Anton Mang             | Kawasaki  | 43.28.74    | 12   |
| 3    | Jean-François Baldé    | Kawasaki  | 43.30.08    | 10   |
| 4    | Jean-Louis Tournadre   | Yamaha    | 43.36.44    | 8    |
| 5    | Christian Estrosi      | Pernod    | 43.38.05    | 6    |
| 6    | Martin Wimmer          | Yamaha    | 43.45.03    | 5    |
| 7    | Jacques Cornu          | Yamaha    | 43.47.99    | 4    |
| 8    | Richard Schlachter     | Yamaha    | 43.48.18    | 3    |
| 9    | Thierry Espié          | Pernod    | 43.48.68    | 2    |
| 10   | Donnie Robinson        | Yamaha    | 43.58.25    | 1    |
| 11   | Jacques Bolle          | Yamaha    | 44.13.76    |      |
| 12   | Etienne Geeraerdt      | Armstrong | 44.15.18    |      |
| 13   | Bruno Lüscher          | Yamaha    | 44.16.21    |      |
| 14   | Siegfried Minich       | Rotax     | 44.22.85    |      |
| 15   | Jean-Marc Toffolo      | Rotax     | 44.23.30    |      |
| 16   | Jeffrey Sayle          | Armstrong | 44.23.68    |      |
| 17   | Tony Head              | Armstrong | 44.25.98    |      |
| 18   | Eero Hyvärinen         | Yamaha    | 44.26.53    |      |
| 19   | Leif Nielsen           | Rotax     | 44.39.49    |      |
| 20   | Bengt Elgh             | Yamaha    | 44.45.97    |      |
| 21   | Karl-Thomas Grässel    | Yamaha    | 44.46.41    |      |
| 22   | Massimo Matteoni       | Yamaha    | 45.13.45    |      |
| 23   | Per Jansson            | Yamaha    | + 1 Vuelta  |      |
| 24   | Stefan Klabacher       | Rotax     | + 1 Vuelta  |      |
| 25   | Michel Simeon          | Yamaha    | + 2 Vueltas |      |
| Ret  | Christian Sarron       | Yamaha    | Ret         |      |
| Ret  | Carlos Lavado          | Yamaha    | Ret         |      |
| Ret  | Jean-Louis Guignabodet | Kawasaki  | Ret         |      |
| Ret  | Svend Andersson        | Yamaha    | Ret         |      |
| Ret  | Paolo Ferretti         | MBA       | Ret         |      |
| Ret  | Gabriel Grabia         | Yamaha    | Ret         |      |
| Ret  | Patrick Fernandez      | Bartol    | Ret         |      |
| Ret  | Mar Schouten           | MBA       | Ret         |      |
| Ret  | Jean-Michel Mattioli   | Yamaha    | Ret         |      |
| Ret  | Pierre Bolle           | Yamaha    | Ret         |      |
| Ret  | Maurizio Vitali        | MBA       | Ret         |      |

## Resultados 125cc
A pesar de acabar sexto en esta carrera, el español Ángel Nieto con su Garelli obtiene de manera matemática su undécimo campeonato Mundail. La carrera fue para el venezolano Iván Palazzese por delante del italiano Eugenio Lazzarini y del austríaco August Auinger. Grave incidente del otro piloto italiano, Pier Paolo Bianchi que le obliga a dar por terminada la temporada por una fractura en el brazo.
| Pos. | Piloto               | Moto       | Tiempo     | Pts. |
| ---- | -------------------- | ---------- | ---------- | ---- |
| 1    | Iván Palazzese       | MBA        | 42.01.41   | 15   |
| 2    | Eugenio Lazzarini    | Garelli    | 42.01.59   | 12   |
| 3    | August Auinger       | MBA        | 42.32.90   | 10   |
| 4    | Maurizio Vitali      | MBA        | 42.42.77   | 8    |
| 5    | Jean-Claude Selini   | MBA        | 42.47.72   | 6    |
| 6    | Ángel Nieto          | Garelli    | 43.06.58   | 5    |
| 7    | Bruno Kneubühler     | MBA        | 43.08.93   | 4    |
| 8    | Domenico Brigaglia   | MBA        | 43.13.54   | 3    |
| 9    | Johnny Wickström     | MBA        | 43.23.39   | 2    |
| 10   | Ilkka Jaakkola       | MBA        | 43.37.67   | 1    |
| 11   | Gerhard Waibel       | MBA        | 43.42.70   |      |
| 12   | Erich Klein          | MBA        | 43.43.62   |      |
| 13   | Alex Bedford         | MBA        | 43.48.65   |      |
| 14   | Anton Straver        | MBA        | 43.49.32   |      |
| 15   | Jacky Hutteau        | MBA        | + 1 Vuelta |      |
| 16   | Håkan Olsson         | Starol     | + 1 Vuelta |      |
| 17   | Henry Riedel         | MBA        | + 1 Vuelta |      |
| 18   | Theo Timmer          | MBA        | + 1 Vuelta |      |
| 19   | Tore Alexandersson   | MBA        | + 1 Vuelta |      |
| 20   | Helmut Lichtenberg   | MBA        | + 1 Vuelta |      |
| Ret  | Ricardo Tormo        | Sanvenero  | Ret        |      |
| Ret  | Pier Paolo Bianchi   | Sanvenero  | Ret        |      |
| Ret  | Hans Müller          | MBA        | Ret        |      |
| Ret  | Pierluigi Aldrovandi | MBA        | Ret        |      |
| Ret  | Olivier Liégeois     | Sanvenero  | Ret        |      |
| Ret  | Stefan Dörflinger    | Morbidelli | Ret        |      |
| Ret  | Roberto Ruosi        | MBA        | Ret        |      |
| Ret  | Willy Pérez          | MBA        | Ret        |      |
| Ret  | Matti Kinnunen       | MBA        | Ret        |      |
| Ret  | Esa Kytölä           | MBA        | Ret        |      |
| Ret  | Jan Bäckström        | MBA        | Ret        |      |
| Ret  | Juha Pakkanen        | MBA        | Ret        |      |
| Ret  | Andrés Sánchez       | MBA        | Ret        |      |
| Ret  | Per-Edvard Carlsson  | MBA        | Ret        |      |
| Ret  | Frédéric Michel      | MBA        | Ret        |      |
| Ret  | Alfred Waibel        | MBA        | Ret        |      |
| Ret  | Henk van Kessel      | MBA        | Ret        |      |
| Ret  | Per Larsen           | MBA        | Ret        |      |
| Ret  | Peter Sommer         | MBA        | Ret        |      |